# Bieja
Bieja (ros. Бея) – wieś (sieło) w Rosji, w Chakasji, ośrodek administracyjny rejonu biejskiego. W 2010 liczyła 5247 mieszkańców.